# Philippe Drogoz
Philippe Drogoz (* 21. Januar 1937 in Berck; † 18. Mai 2023) war ein französischer Komponist.

## Biografie
Drogoz studierte von 1955 bis 1958 Mathematik und zugleich am Konservatorium von Toulouse Musik. Bis 1968 war er am Conservatoire de Paris Schüler von André Jolivet, Jean Rivier und Olivier Messiaen. 1967 gewann er den Second Grand Prix de Rome.
Von 1969 bis 1975 unterrichtete er am Konservatorium von Bobigny. Ab 1970 war er als Professor am Konservatorium von Montreul Leiter des Atelier de recherche musicale. Von 1968 bis 1975 gehörte er der Gruppe GERM an, einer Formation von Komponisten und Musikern. Mit Eugénie Kuffler gründete er das avantgardistische Kabarett-Duo 010. Er komponierte Werke in kammermusikalischer Besetzung, Film- und Hörspielmusiken (u. a. mit Georges Perec) und mehrere Opern.

## Werke
- Antinomies I für 12 Streicher, 1967
- Antinomies II für Orchester, 1969
- Antinomies III für Instrumente, 1969
- Au château d’Argol, Hörspielmusik, 1970
- Hörspielmusik zu Tagstimmen von Georges Perec, 1971
- Filmmusik zu Un homme qui dort von Georges Perec, 1973
- Lady Piccolo et le Violon fantôme, Oper, 1976
- Mais où est passée lady Piccolo, Oper, 1976–77
- Yo ou l’Opéra solitaire, Oper, 1979
- Prelude a la mise a mort für präparierte Gitarre